# Xuân Bắc, Xuân Trường
Xuân Bắc là một xã cũ thuộc huyện Xuân Trường, tỉnh Nam Định, Việt Nam.

## Lịch sử
Xuân Bắc trước đây có tên là xã Trà-Lũ, thiết lập từ Đời Hồng Đức, vua Lê Trang Tôn, niên hiệu Nguyên Hòa năm thứ nhất. Xã Xuân Bắc (Trà Lũ)từ buổi đầu có họ Bùi, họ Trần, họ Phan đều có Thế Phả tình đến nay khoảng 16-17 đời (ước lượng 4 đời là 100 năm. Khởi thủy có các Thôn: Trung, Bác, Đông, Đoài. Xã Xuân Bắc có Trại Nam Điền từ thời vua Minh Mạng (1820) bao gồm Ruộng cấp cho binh sĩ khai thác công điền, sau được phân chia rõ ràng vào thời Vua Tự Đức 1856 - Xin xem chi tiết phân định thành 93 Thành (bao gồm Điền (Ruộng cầy cấy) và Thổ (Vườn Tược, Ao Hồ) trong các Thôn Trung (42 thành), thôn Bắc (39 thành) và thôn Đông (12 thành).
Xã Xuân Bắc có diện tích 3,18 km², dân số năm 1999 là 7714 người, mật độ dân số đạt 2426 người/km².